# ロベルト・バルボン
ロベルト・バルボン（Roberto Barbon , 1933年3月13日 - 2023年3月12日）は、キューバマタンサス州マタンサス出身のプロ野球選手（内野手）・コーチ、解説者。
愛称は「チコ（Chico）」（スペイン語で「坊や」の意）。「チコ・バルボン（Chico Barbon）」とも。

## 経歴
14人兄弟の末っ子として生まれ、10歳頃に野球を覚える。野球はキューバで最も人気のあるスポーツで、多くの子どもが野球に親しんでいたが、物資が乏しかったことから、生地でグラブを作り、煙草の紙箱をボールにしていたという。キューバ高校に入って以降本格的に野球を始め、1950年にメジャーリーガーを目指し渡米。最初は、ワシントン・セネタースのマイナーに入る。のち、フロリダ・インターナショナル・リーグを経て、1954年はマイナーリーグのベーカーズフィールド・インディアンスや、ホーネル・ドジャースでプレーした。

### 日本プロ野球時代
阪急球団代表の村上実と懇意だったクリーブランド・インディアンスのスカウトがバルボンを良く知っていたことをきっかけに、阪急からのオファーを受ける。ハバナのホテルのロビーで、バルボンは村上から直接日本行きを誘われたという。来日前、日本・韓国・中国は同じ言葉を話すと思っていたほど日本の事情を知らなかった。加えて1953年に朝鮮戦争が終わったばかりであったため、日本ではまだ戦争をやっているのではと思い、バルボンは来日を相当迷ったが、とにかく1年だけ行ってみようと考え、1955年に阪急ブレーブスに入団。年俸は5,000ドルほどであった。
来日1年目からシュアな打撃と俊足を武器に活躍、一番・二塁手としてほぼフル出場し、打率.280（リーグ17位）、49盗塁（リーグ2位）を記録。163安打・105得点はリーグトップ、656打席は金山次郎を超える当時の日本記録であった。1956年もほぼフル出場して55盗塁（リーグ3位）、94得点で2年連続で得点トップに立つ。同年は佐々木信也と共に前年の最多打席記録を671打席に更新した（1963年に広瀬叔功が更新）。1958年にはチームトップの打率.268（リーグ11位）を打つ一方、38盗塁で外国人選手として史上2人目となる盗塁王になるとともにベストナイン二塁手も獲得した。バルボンはこの頃の正遊撃手であった河野旭輝と、守備では二遊間を組んで見事な併殺網を敷き、打撃では一・二番を組んで二人ともよく走って、当時弱かった阪急の看板になった。この間、1956年・1957年は2年連続で河野が、1958年から1960年にかけて3年連続でバルボンが盗塁王になっている。
1957年までの3年間は、毎年オフにハワイにいる阪急の関係者から給料をドルの現金で受け取っていた。1958年オフに初めて日本で給料を受け取ってキューバに帰国すると、キューバ革命による内戦が起こっており、翌1959年1月カストロが首都・ハバナに入る直前にバルボンは日本に戻っている。革命によって日本・キューバ間の自由な往来が不可能になり、以降ほぼ30年に亘ってバルボンは祖国の土を踏むことができなかった。また、1960年（一説では1962年）に西宮球場の近くに住んで、よく試合観戦に訪れていたという妙子と結婚。一人娘を儲けている。
1959年以降、バルボンは2割台前半の低打率が続くようになるが、1963年までは正二塁手の座を守る。しかし、1964年に強打のダリル・スペンサーが入団すると、バルボンは守備固めに回るようになって出場機会が半減。同年末に近鉄バファローズにトレードされた。1965年は近鉄では再び二塁手のレギュラーとなり、5年ぶりに規定打席に到達するが、リーグ最下位の打率.231に終わり、同年限りで退団・引退した。
1964年に外国人選手として初めて1000安打を達成するとともに、2007年にタフィ・ローズが記録を更新するまでは、歴代外国人選手トップの最多出場数1353試合の記録を持っていた。2020年現在、外国人選手で盗塁王となっているのはバルボンとラリー・レインズの2人のみ。いずれも阪急所属時に記録している。

### 引退後
引退後は友人の誘いで神戸市三宮でピザやステーキを扱う鉄板焼レストラン「カポネ」を経営する傍ら、サンテレビジョンのプロ野球中継「サンテレビボックス席」第1回放送からの初代解説者（1969年 - 1970年）も務めた。店の開店前には、阪急西宮スタジアムにて二軍戦を観戦していたが、そこで当時阪急ヘッドコーチの上田利治と知己を得る。上田の監督就任に伴ってレストランを畳み、1974年から2年間（1974年は一軍、1975年は二軍）は阪急でコーチを務めた。
1976年コーチを辞して、以後も阪急・オリックスを通じて球団職員として勤務。ボビー・マルカーノ、ブーマー・ウェルズなど外国人選手の通訳を1990年まで続ける。1991年からはファンサービス部に移り、試合前のスピードガンコンテストでは参加者にボールを渡しながら、独特のユーモア溢れるコメントで観客を沸かせた。のち、オリックス・バファローズが運営する少年野球教室「オリックス・ベースボール・アカデミー」顧問。2005年にはNPB12球団ジュニアトーナメントにオリックスJr.監督として出場した。アレックス・カブレラのオリックス移籍後の2008年からは、カブレラの相談役として元気な姿を見せている。
現役中の1964年には渥美清主演の映画『続・拝啓天皇陛下様』に連合軍兵士の役で出演したほか、1967年には東宝映画『クレージーの怪盗ジバコ』にも名つきの役どころで出演。CMでは1977年にゼネラルのクーラー「ミンミン」であき竹城と共演している。1988年オフに広島東洋カープがキューバ遠征を行った際に、バルボンは通訳として同行し、30年ぶりに祖国の土を踏む。この遠征の様子がTBS系のテレビ局で2時間番組として放映されたが、このうち約1/3の時間を使ってバルボンの帰郷が取り上げられた。
2009年と2010年にはオリックス・バファローズの試合終了後イベント『サラリーマンノック』のノッカーに選ばれる。2009年6月3日対中日戦時には22時20分の遅い試合終了に伴い午後11時という遅い時間からの開始にもかかわらず集まった約50人のサラリーマンに対してノックを行った。
2012年のスターティングメンバー発表ムービーに出演。2014年5月1日にはサンテレビ開局45周年中継にゲスト出演。その後も阪神甲子園球場や京セラドーム大阪のバックネット裏のスタンドでしばしば観戦する姿が見られた。
90歳の誕生日を迎える前日の2023年3月12日、急性肺炎のため、兵庫県西宮市内の病院で死去した。89歳没。訃報は同月17日、オリックス・バファローズより公表された。

## 人物
性格が明るく、「チコ」と呼ばれて親しまれた。名付け主は阪急時代のチームメイト河野旭輝との記述もあるが、本人は「チームメイトが名前を言いにくそうだったので、自分からチコと呼ばせた」と語っている。
来日後のバルボンは、プレイスタイルはもちろん生活面も河野を手本としていた。本人は河野を「日本での恩人。ティーチャー」と尊敬していた。
バルボンは「日本は暖かい国。キューバと気候はあまり変わらない」という代理人の言葉を鵜呑みにして、半袖シャツ1枚で来日したところ、2月半ばに羽田空港に到着すると雪が降っていたという。また、現在の日本球界のように通訳はいない上に、日本の生活に馴染むのに苦労しており、日本食も口に合わず唯一口に合ったチキンライスを毎日のように食べてしのいだ。この他、すき焼きも好んでいたが、刺身や寿司などの生魚はどうしてもだめだったという。
当初は3年で帰国しようと考えていたものの、祖国でキューバ革命が勃発。1960年暮れに一時帰国していたものの、年明け早々にアメリカとの国交断絶が起こり、急きょ日本へ戻る。以来、冷戦終結までの間帰国が困難になった。本人によれば、結局1955年の来日後、キューバには1回しか帰っていないという。唯一の帰国は、1988年に広島東洋カープがキューバ野球の視察を行った際、監督である山本浩二がバルボンに声をかけ、特別通訳として同行させる計らいによって実現した。
半世紀以上も日本に在住し、非常に流暢でギャグも交えた関西弁を喋った（この為「関西人より関西弁に精通している」とまで評された）。日本語は西宮北口駅の駅員と仲良くなり会話するなどして覚えた。

## 通訳
通訳としては、あまりにアバウトに翻訳することでファンに愛され、ヒーローインタビューの最初のコメントは、「ブーマー、うれしい、言うとるよ」というのがいわば決まり文句となっていた（ほか、「ブーマー、明日も打ちたい言うとるよ」、「そうやね」、「ええ当たりやった。あしたも頑張る言うとるよ」）。本人は、「今でも言われるわ。『お前、選手こんなこと言うとるのに、違うこと訳してんのちゃうか？』って。ハッハッハ」と振り返っている。
そのため、外国人選手が長く丁寧に答えれば答えるほど、ファンからはバルボンのアバウトすぎる翻訳に期待が高まった。エピソードとして、ブーマーが自打球で骨折した際、いつもの癖で「ブーマー、うれしい、言うとるよ」と言ってしまい、慌てて「違う、違う。悲しい、言うとるよ」と訂正して爆笑を誘った例、米国人コーチが日本語で「ミナサン、ヨロシクオネガイシマス」と挨拶したら、わざわざ「よろしく言うとるよ」と通訳した例がある。

## エピソード
阪急在籍時代初期、テレビで力道山の試合を見たバルボンは、チームメイトに「こういう素晴らしい試合のことを日本では八百長と言うんだ」と嘘の知識を教えられたが、バルボンは報道陣のいる前で「リキ、八百長」と言った。後日、これを伝え聞いた力道山本人が怒鳴り込んできて、バルボンは謝罪した（事の顛末を聞いた力道山はバルボンと和解）。同じく阪急在籍時代初期、チームメイトから日本で挨拶する時は「あじゃぱぁ」（当時のタレント・伴淳三郎の流行語）と言うんだと、また嘘の知識を教えられた。「あじゃぱぁ」を様々な場面で披露したバルボンは受けが良く、喜ばれた。真相を知らないバルボンは、「日本にはなんて便利な挨拶があるんだ」と勘違いしていたという。上記のエピソードは引退後30年以上が経過してから、バルボンのことを特集したテレビ番組で明かされた。なお、この番組内で他の出演者から「悪い先輩もいたもんですねぇ」とのコメントがあり、バルボンは笑ってこれに同意した。
現役時代に、背番号を「8」から「4」に変更している。日本では本来、「4」は「死」に繋がると忌み嫌われる番号とされるが、母国・キューバでは逆に「8」が忌み嫌われる数字で逆に「4」が縁起が良い数字とされる。

## 詳細情報

### 年度別打撃成績
| 年 度      | 球 団      | 試 合 | 打 席 | 打 数 | 得 点 | 安 打 | 二 塁 打 | 三 塁 打 | 本 塁 打 | 塁 打 | 打 点 | 盗 塁 | 盗 塁 死 | 犠 打 | 犠 飛 | 四 球 | 敬 遠 | 死 球 | 三 振 | 併 殺 打 | 打 率 | 出 塁 率 | 長 打 率 | O P S |
| ---------- | ---------- | ----- | ----- | ----- | ----- | ----- | -------- | -------- | -------- | ----- | ----- | ----- | -------- | ----- | ----- | ----- | ----- | ----- | ----- | -------- | ----- | -------- | -------- | ----- |
| 1955       | 阪急       | 141   | 656   | 583   | 105   | 163   | 23       | 13       | 5        | 227   | 48    | 49    | 14       | 9     | 6     | 56    | 0     | 2     | 70    | 8        | .280  | .342     | .389     | .731  |
| 1956       | 阪急       | 152   | 671   | 590   | 94    | 141   | 26       | 8        | 6        | 201   | 31    | 55    | 23       | 12    | 3     | 61    | 2     | 5     | 77    | 8        | .239  | .314     | .341     | .655  |
| 1957       | 阪急       | 122   | 544   | 479   | 75    | 102   | 16       | 3        | 8        | 148   | 30    | 33    | 15       | 6     | 2     | 56    | 0     | 1     | 66    | 10       | .213  | .296     | .309     | .605  |
| 1958       | 阪急       | 128   | 571   | 515   | 76    | 138   | 27       | 10       | 4        | 197   | 32    | 38    | 15       | 6     | 2     | 44    | 4     | 4     | 64    | 6        | .268  | .329     | .383     | .712  |
| 1959       | 阪急       | 132   | 524   | 481   | 66    | 112   | 11       | 3        | 2        | 135   | 23    | 38    | 11       | 7     | 1     | 32    | 2     | 3     | 51    | 13       | .233  | .284     | .281     | .565  |
| 1960       | 阪急       | 116   | 433   | 387   | 52    | 87    | 14       | 4        | 1        | 112   | 22    | 32    | 11       | 8     | 1     | 34    | 1     | 3     | 54    | 4        | .225  | .292     | .289     | .581  |
| 1961       | 阪急       | 120   | 419   | 391   | 41    | 84    | 12       | 2        | 0        | 100   | 12    | 20    | 7        | 6     | 1     | 20    | 0     | 1     | 69    | 3        | .215  | .254     | .256     | .510  |
| 1962       | 阪急       | 107   | 333   | 310   | 36    | 74    | 11       | 3        | 3        | 100   | 15    | 14    | 6        | 6     | 0     | 13    | 0     | 4     | 38    | 2        | .239  | .278     | .323     | .601  |
| 1963       | 阪急       | 114   | 327   | 299   | 26    | 67    | 9        | 3        | 3        | 91    | 22    | 14    | 10       | 1     | 0     | 23    | 0     | 4     | 45    | 4        | .224  | .288     | .304     | .593  |
| 1964       | 阪急       | 96    | 182   | 172   | 23    | 49    | 5        | 1        | 0        | 56    | 10    | 4     | 6        | 3     | 1     | 6     | 0     | 0     | 20    | 3        | .285  | .307     | .326     | .633  |
| 1965       | 近鉄       | 125   | 494   | 459   | 50    | 106   | 12       | 2        | 1        | 125   | 15    | 11    | 8        | 10    | 0     | 24    | 0     | 1     | 54    | 8        | .231  | .271     | .272     | .543  |
| 通算：11年 | 通算：11年 | 1353  | 5154  | 4666  | 644   | 1123  | 166      | 52       | 33       | 1492  | 260   | 308   | 126      | 74    | 17    | 369   | 9     | 28    | 608   | 69       | .241  | .299     | .320     | .619  |

- 各年度の太字はリーグ最高

### タイトル
NPB
- 盗塁王：3回 （1958年 - 1960年） ※NPB外国人選手として史上2人目、複数回の獲得はNPB外国人選手史上初にして唯一
- 最多安打：1回 （1955年） ※当時連盟表彰なし、1994年より表彰

### 表彰
NPB
- ベストナイン：1回 （二塁手部門：1958年）

### 記録
NPB初記録
- 初出場・初先発出場：1955年3月26日、対南海ホークス1回戦（大阪球場）、1番・二塁手で出場
- 初安打：1955年3月27日、対南海ホークス2回戦（大阪球場）、4回表に中村大成から二塁打
- 初打点：1955年3月29日、対大映スターズ1回戦（西京極球場）、9回表に河西宏和から適時打
- 初本塁打：1955年7月12日、対西鉄ライオンズ6回戦（阪急西宮球場）、1回裏に島原幸雄から左越先頭打者本塁打

NPB節目の記録
- 1000試合出場：1962年9月5日、対南海ホークス24回戦（大阪球場）、1番・二塁打で先発出場 ※史上76人目
- 1000安打：1964年8月4日、対南海ホークス20回戦（阪急西宮球場）、5回裏にジョー・スタンカから中前安打 ※史上52人目
- 300盗塁：1965年5月22日、対東京オリオンズ6回戦（西京極球場）、3回裏に二盗（投手：小山正明、捕手：醍醐猛夫） ※史上10人目
  - いずれの記録もNPB外国人選手史上初

NPBその他の記録
- 外国人選手出場試合数：1353試合 ※歴代3位：2007年5月10日にタフィ・ローズが新記録を更新するまでは最多記録
- オールスターゲーム出場：2回 （1958年、1959年）

### 背番号
- 8（1955年 - 1961年）
- 4（1962年 - 1964年、1974年）
- 14（1965年）
- 73（1975年）

## その他

### 映画
- 続・拝啓天皇陛下様（1964年） - 黒人兵役
- 喜劇 大風呂敷（1967年） - トムソン役
- クレージーの怪盗ジバコ（1967年） - レロ・レロ・ヘブン役